# 채일병
채일병(蔡日炳, 1947년 8월 8일 ~ )은 대한민국의 정치인이다.

## 학력
- 1960년 해남화산국민학교 졸업
- 1963년 해남중학교 졸업
- 1966년 광주제일고등학교 졸업
- 1971년 국민대학교 법과대학 LL.B.
- 1978년 국방대학원 행정학 석사
- 1997년 국민대학교 행정대학원 행정학 박사

## 경력
- 제14회 행정고등고시 합격
- 총무처 정부합동민원실장
- 행정자치부 인사국장
- 행정자치부 인사복무국장
- 행정자치부 자치지원국장
- 부패방지위원회 상임위원
- 부패방지위원회 사무처장
- 행정자치부 소청심사위원회 위원
- 대통합민주신당 원내수석부대표
- 국회운영위원회 간사
- 대한민국헌정회 광주광역시 지회장
- 광주발전연구원 2대 원장
- PIC 대학교 명예총장
- (사)세계 미술연맹 총재
- (사)한국문화마을협회 총재
- 전남대학교 정책대학원 객원교수
- 세한대학교 석좌교수
- 광주 군 공항 이전 추진 시민협의회 대표회장
- 대한민국헌정회 광주지회장
- 대한민국헌정회 정무위원회 위원장

## 역대 선거 결과
| 실시년도 | 선거         | 대수 | 직책     | 선거구             | 정당   | 득표수   | 득표율          | 순위 | 당락 | 비고 |
| -------- | ------------ | ---- | -------- | ------------------ | ------ | -------- | --------------- | ---- | ---- | ---- |
| 2006년   | 10.25 재보선 | 17대 | 국회의원 | 전남 해남군·진도군 | 민주당 | 24,423표 | \| \| 62.53% \| | 1위  |      | 초선 |
|          | 62.53%       |      |          |                    |        |          |                 |      |      |      |

## 같이 보기
- 해남군·진도군 (1988년 선거구)
- 해남군의 국회의원
- 진도군의 국회의원